# Eduard Uhlmann
Eduard Uhlmann (* 1. Mai 1888 in Halberstadt; † 13. August 1974 in Jena) war ein deutscher Biologe und Hochschullehrer.

## Leben
Er wurde als jüngster Sohn von sieben Kindern des Lehrers an der Halberstädter Städtisch gehobenen Bürgerschule Eduard Uhlmann (1845‒1929) und dessen Ehefrau Emma, geb. König (1850‒1933), geboren. Nach Ablegung der Reifeprüfung am Domgymnasium Stephaneum zu Michaelis, am 22. September, 1908 wurde er mit Beginn des Wintersemester 1908/09 Studierender zunächst an der Universität Breslau und anschließend an der Universität Berlin. Das Sommersemester 1910 verbrachte er an der Universität Bonn. Er wechselte mit Beginn des Wintersemesters 1910/11 erneut den Studienort.

### Studium
An der Universität Jena immatrikulierte er sich für die Studienfächer Naturwissenschaften und Mathematik. Bei Ausbruch des Ersten Weltkrieges unterbrach er sein Studium und kämpfte als
so genannter Kriegsfreiwilliger an der Westfront, bis er dort 1916 verletzt wurde. Nach seiner Genesung meldete er sich bei seinem Regiment zurück und wurde als Studierender im amtlichen Verzeichnis der Studierenden weitergeführt, jedoch mit einem sechszackigen Stern gekennzeichnet, wie alle diejenigen Immatrikulierten, welche „als im Heeres- oder Sanitätsdienst gemeldet und vom Belegungszwang befreit“ waren.  Nach Ende des Ersten Weltkrieges wurde er am 23. Dezember 1918 aus dem Heeresdienst entlassen.
Uhlmann wurde am 17. Oktober 1919 zum Thema Kenntnis des Schädels von Cyclopterus lumpus L von der Philosophischen Fakultät der Universität Jena promoviert. Ihm wurde der wissenschaftliche Grad Dr. phil. verliehen. Das Staatsexamen mit dem Befähigungsnachweis für das höhere Lehramt legte er im Wintersemester 1919/20 ab.

### Akademische Laufbahn
Uhlmann begann seine akademische Karriere als Konservator am Phyletischen Museum der Universität Jena, war  jahrzehntelang außerordentlicher Professor und wurde erst 1948 zum ordentlichen Professor mit Lehrstuhl an der Universität Jena berufen.
Er empfahl dem Sohn des Erfurter Pfarrers Adam Ritzhaupt, Hermann, eine Doktorarbeit zu verfassen, und gab ihm Ratschläge zur Abhandlung des Themas zur Köcherfliege.
Zuvor hatte sich Uhlmann selbst u. a. mit den Köcherfliegen seiner thüringischen Heimat beschäftigt und in einer populärwissenschaftlichen Schrift eingeschätzt, dass diese „am besten von allen Insekten  unseres Gebietes bekannt“ sind.
Er betreute u. a. die Abschlussarbeit des späteren Insektenkundlers, Phytopathologen und Regionalhistorikers Martin Oschmann über Die Verbreitung und Ökologie der Orthopteren um Jena für dessen ursprüngliches Berufsziel, Biologielehrer an einer Oberstufe im Schulsystem der DDR zu werden.
Einer seiner Doktoranden zu DDR-Zeiten war Heinz-Werner Baer (1927–2009).

### Familie
Er heiratete am 2. August 1921 die Zoologin Frida Preiss, geboren am 4. Juli 1894 in Reichenhausen in der Rhön († 1981).
Aus der gingen zwei Söhne hervor: Joachim, geboren am 28. Februar 1922, und Günter, geboren am 22. September 1923. Beide mussten Kriegsdienst leisten, der Ältere wurde im Zweiten Weltkrieg 1942 bei Stalingrad als vermisst gemeldet und der Jüngere galt 1945 als vermisst. Nach dem Verlust seiner beiden Jungen fühlte er sich als Mentor „seinen zahlreichen Studenten geradezu väterlich verbunden“.
Ein Porträt mit der Unterschrift E. Uhlmann, aufgenommen 1959, gehört zum Bestand des Phyletischen Museums der Universität Jena. Es zeigt den Professor nach seiner Emeritierung. Kennzeichnend ist der Oberlippenbart, mit dem die Narbe seiner Kriegsverletzung aus dem Ersten Weltkrieg verdeckt wurde.
Uhlmann verstarb ‒ nach Vollendung des 86. Lebensjahres ‒ am 13. Jahrestag des Mauerbaus. Seine Frau überlebte ihn um sieben Jahre und starb am 4. April 1981.

## Schriften (Auswahl)
- 1921: Kenntnis des Schädels von Cyclopterus lumpus L, DNB 571321364[18]
- 1923: Entwicklungsgedanke und Artbegriff in ihrer geschichtlichen Entstehung und sachlichen Beziehung[19][20]
- 1925: Die Tierwelt des Thüringer Waldes[21][22]
- 1932: Zur Biologie und Bekämpfung der Holzspinne Paururus juvencus L.[23]
- 1932: Instinkt und Entwicklung. Unter besonderer Entwicklung des Bauinstinkts der Trichopterenlarve. (Festschrift zum 70. Geburtstag von Ludwig Plate)[24]
- 1940: Die Tierwelt Jenas[25]
- 1954: Die Tierwelt der Rabenschüssel[26]